# Fight for This Love
Fight for This Love – debiutancki singel solowy brytyjskiej piosenkarki Cheryl Cole, główny singel promujący debiutancki album artystki, „3 Words”. Został wydany 16 października 2009 roku w Wielkiej Brytanii i Irlandii przez wytwórnię Fascination Records, natomiast w Europie i Australii w roku 2010 pod szyldem wytwórni Universal Music. Twórcami tekstu są Steve Kipner, Wayne Wilkins i Andre Merrit.
Po występie Cheryl w programie „The X Factor” singel zdobył najwyższe pozycje na listach w Wielkiej Brytanii i Irlandii, jak i również w innych krajach europejskich: Norwegii, na Węgrzech i w Danii. W maju 2010 roku British Phonographic Industry przyznało piosence status platyny, za sprzedaż ponad 600 000 egzemplarzy. „Fight for This Love” uzyskało też nominację do Brit Awards w kategorii Najlepszy singel brytyjski.

## Informacje o singlu
„Fight for This Love” jest pierwszym solowym singlem Cheryl Cole, nie związanym z Girls Aloud. Tekst utworu został napisany przez amerykańską grupę Wayne’a Wilkinsa, Steve’a Kipnera i Andre Merritta. Wersja demo została nagrana przez Merritta.

## Sprzedaż i notowania
Singel w Wielkiej Brytanii zadebiutował na szczycie UK Singles Chart. W ciągu jednego dnia sprzedano 134 000 egzemplarzy, bijąc wcześniejszy rekord Alexandry Burke z piosenką „Bad Boys”, sprzedaż 187,000 egzemplarzy w ciągu tygodnia. W ciągu pierwszego tygodnia sprzedano 292,00 egzemplarzy, przewyższając pod tym względem debiutancki singel Girls Aloud „Sound of the Underground z 2002 roku. Singel utrzymywał się na pierwszym miejscu przez dwa tygodnie. Na koniec roku 2009 zdobył 4. pozycję wśród najlepiej sprzedających się singli roku oraz 29. wśród najlepiej sprzedających się singli dekady. 14 maja 2010, sześć miesięcy po wydaniu singla, British Phonographic Industry przyznało mu status platyny, a Cole dostała za niego nominację do BRIT Awards w kategorii Najlepszy brytyjski singel. International Federation of the Phonographic Industry przyznało „Fight for This Love” złoty status w Danii i Szwajcarii.
Piosenka w Irlandii zadebiutowała na 13. miejscu 15 października, by 22 października zdobyć pierwsze miejsce.
| Lista                                 | Najwyższa pozycja |
| ------------------------------------- | ----------------- |
| ARIA Charts (Australia)               | 54                |
| ARIA Dance Chart (Australia)          | 12                |
| Ö3 Austria Top 40 (Austria)           | 4                 |
| Ultratop (Belgia, Flandria)           | 13                |
| Ultratop (Belgia, Walonia)            | 7                 |
| IFPI (Czechy)                         | 8                 |
| IFPI (Dania)                          | 1                 |
| European Hot 100 Singles              | 3                 |
| SNEP (Francja)                        | 7                 |
| Media Control Charts (Niemcy)         | 4                 |
| Mahasz (Węgry)                        | 1                 |
| Irish Singles Chart (Irlandia)        | 1                 |
| FIMI (Włochy)                         | 5                 |
| Dutch Top 40 (Holandia)               | 2                 |
| VG-lista (Norwegia)                   | 1                 |
| ZPAV (Polska)                         | 3                 |
| Russian Airplay Chart (Rosja)         | 6                 |
| The Official Charts Company (Szkocja) | 1                 |
| IFPI (Słowacja)                       | 8                 |
| PROMUSICAE (Hiszpania)                | 12                |
| Sverigetopplistan (Szwecja)           | 2                 |
| Media Control Charts (Szwajcaria)     | 3                 |
| UK Singles Chart (Wielka Brytania)    | 1                 |

## Promocja
Premiera singla odbyła się w programie porannym Chrisa Moylesa 7 października na BBC Radio 1. Półtora tygodnia później singel został wydany w formacie digital download w Wielkiej Brytanii. Cheryl zaprezentowała swój utwór podczas programu „The X Factor”. W grudniu na kanał ITV1 zorganizowano specjalny odcinek „Cheryl Cole’s Night In”, prowadzony przez Holly Willoughby, podczas którego Cole zaprezentowała m.in. „Fight for This Love”.
W styczniu 2010 roku Cole wystąpiła w Niemczech podczas German Award Ceremony w Monachium. Promowała singel również w Danii w duńskiej wersji programu „The X Factor”, jak i we Francji („Vivement Danche”), Norwegii („Skavlan”) i Holandii (holenderski „The X Factor”).

## Teledysk
Teledysk do utworu został wyreżyserowany przez Raya Kaya, nagrany we wrześniu 2009 roku. Wideo ukazuje piosenkarkę w różnych pomieszczeniach i strojach, tańczącą w gronie tancerek.

## Format wydania
Singel CD  
1. „Fight for This Love” (Andre Merrit, Steve Kipner, Wayne Wilkins) – 3:46
2. „Didn’t I” (Andrea Remanda, Cheryl Cole, Klaus Derendorf) – 3:45

Digital download  
1. „Fight for This Love” – 3:46
2. „Fight for This Love” (Moto Blanco Club Mix) – 7:28

EP  
1. „Fight for This Love” – 3:46
2. „Fight for This Love” (Cahill Club Mix) – 6:27
3. „Fight for This Love” (Crazy Cousinz Club Mix) – 5:42
4. „Fight for This Love” (Sunship Old Skool UK Garage Remix) – 5:01
5. „Fight for This Love” (Moto Blanco Radio Edit) – 3:42
6. „Fight for This Love” (Crazy Cousinz Radio Edit) – 4:00

Międzynarodowy digital download (wersja 1)
1. „Fight for This Love” – 3:46
2. „Fight For This Love” (Cahill Radio Edit) – 3:44

Międzynarodowy digital download (wersja 2)
1. „Fight for This Love” – 3:46
2. „Fight for This Love” (Crazy Cousinz Radio Edit) – 3:58

Międzynarodowy EP
1. „Fight for This Love” – 3:46
2. „Fight for This Love” (Cahill Club Mix) – 6:26
3. „Fight for This Love” (Crazy Cousinz Club Mix) – 5:42
4. „Fight for This Love” (Crazy Cousinz Dub) – 5:26
5. „Fight for This Love” (Moto Blanco Radio Edit) – 3:42

## Daty wydania
| Kraj            | Data                 | Format                          | Wytwórnia           |
| --------------- | -------------------- | ------------------------------- | ------------------- |
| Wielka Brytania | 7 września 2009      | Airplay                         | Fascination Records |
| Irlandia        | 16 października 2009 | Digital download, EP, CD single | Polydor Records     |
| Holandia        | 18 października 2009 | Digital download                | Universal Music     |
| Szwecja         | 18 października 2009 | Digital download                | Universal Music     |
| Wielka Brytania | 18 października 2009 | Digital download, EP            | Fascination Records |
| Wielka Brytania | 19 października 2009 | Singel CD                       | Fascination Records |
| Francja         | 18 grudnia 2009      | Digital download                | Universal Music     |
| Meksyk          | 2 lutego 2010        | Digital download                | Universal Music     |
| Belgia          | 3 lutego 2010        | Digital download                | Universal Music     |
| Brazylia        | 3 lutego 2010        | Digital download                | Universal Music     |
| Dania           | 3 lutego 2010        | Digital download                | Universal Music     |
| Finlandia       | 3 lutego 2010        | Digital download                | Universal Music     |
| Grecja          | 3 lutego 2010        | Digital download                | Universal Music     |
| Luksemburg      | 3 lutego 2010        | Digital download                | Universal Music     |
| Norwegia        | 3 lutego 2010        | Digital download                | Universal Music     |
| Portugalia      | 3 lutego 2010        | Digital download                | Universal Music     |
| Hiszpania       | 3 lutego 2010        | Digital download                | Universal Music     |
| Szwajcaria      | 3 lutego 2010        | Digital download                | Universal Music     |
| Niemcy          | 12 lutego 2010       | Digital download                | Universal Music     |
| Niemcy          | 26 lutego 2010       | Singel CD                       | Universal Music     |
| Włochy          | 9 kwietnia 2010      | Digital download                | Universal Music     |
| Australia       | 7 maja 2010          | EP                              | Universal Music     |